# Ácido mineral
O ácido mineral, por oposição ao ácido orgânico, é um ácido derivado de um ou mais compostos inorgânicos. Um ácido mineral não contém qualquer átomo de carbono orgânico e liberta sempre iões de hidrónio, quando dissolvido em água. Exemplos:
- Ácido bórico
- Ácido clorídrico
- Ácido nítrico
- Ácido sulfúrico